# Палмдейл (Каліфорнія)
Палмдейл (англ. Palmdale) — місто (англ. city) в США, в окрузі Лос-Анджелес штату Каліфорнія. Населення — 169 450 осіб (2020).
Палмдейл отримало статус міста 24 серпня 1962. Входить до числа найбільш швидкозростаючих міст Сполучених Штатів. Має неофіційний статус «аерокосмічної столиці» Америки.

## Географія
Палмдейл розташований за координатами 34°35′29″ пн. ш. 118°6′32″ зх. д. / 34.59139° пн. ш. 118.10889° зх. д. (34.591316, -118.109001).  За даними Бюро перепису населення США в 2010 році місто мало площу 275,10 км², з яких 274,44 км² — суходіл та 0,66 км² — водойми.

### Клімат
| Клімат : Палмдейл                         | Клімат : Палмдейл | Клімат : Палмдейл | Клімат : Палмдейл | Клімат : Палмдейл | Клімат : Палмдейл | Клімат : Палмдейл | Клімат : Палмдейл | Клімат : Палмдейл | Клімат : Палмдейл | Клімат : Палмдейл | Клімат : Палмдейл | Клімат : Палмдейл | Клімат : Палмдейл |
| Показник                                  | Січ.              | Лют.              | Бер.              | Квіт.             | Трав.             | Черв.             | Лип.              | Серп.             | Вер.              | Жовт.             | Лист.             | Груд.             | Рік               |
| Абсолютний максимум, °C                   | 27,2              | 28,9              | 32,8              | 36,7              | 41,7              | 44,4              | 45,0              | 44,4              | 43,9              | 40,6              | 33,9              | 28,9              | 45,0              |
| Середній максимум, °C                     | 15,0              | 17,2              | 20,0              | 23,9              | 28,3              | 32,8              | 36,1              | 36,1              | 32,8              | 26,7              | 19,4              | 15,0              | 27,2              |
| Середній мінімум, °C                      | 1,1               | 2,8               | 4,4               | 7,2               | 11,7              | 15,6              | 18,9              | 18,3              | 15,0              | 10,0              | 3,9               | 0,6               | 8,9               |
| Абсолютний мінімум, °C                    | −15,6             | −9,4              | −10               | −6,7              | −2,2              | 1,7               | 6,1               | 3,3               | 1,1               | −5                | −10               | −12,8             | −15,6             |
| Норма опадів, мм                          | 41                | 43                | 36                | 8                 | 5                 | 3                 | 3                 | 3                 | 5                 | 5                 | 10                | 28                | 188               |
| Днів з дощем                              | 7,4               | 7,9               | 6,7               | 4,2               | 2,2               | 0,5               | 1,3               | 1,2               | 1,9               | 2,7               | 3,8               | 6,1               | 45,9              |
| Днів зі снігом                            | 0,6               | 0,4               | 0,3               | 0,0               | 0,0               | 0,0               | 0,0               | 0,0               | 0,0               | 0,0               | 0,1               | 0,3               | 1,7               |
| ----------------------------------------- | ----------------- | ----------------- | ----------------- | ----------------- | ----------------- | ----------------- | ----------------- | ----------------- | ----------------- | ----------------- | ----------------- | ----------------- | ----------------- |
| Джерело: weather.com and pogodaiklimat.ru |                   |                   |                   |                   |                   |                   |                   |                   |                   |                   |                   |                   |                   |

## Демографія
Згідно з переписом 2010 року, у місті мешкало 152 750 осіб у 42 952 домогосподарствах у складі 35 338 родин. Густота населення становила 555 осіб/км².  Було 46544 помешкання (169/км²).
Расовий склад населення:
| - 49,0 % — білих - 14,8 % — чорних або афроамериканців - 4,3 % — азіатів - 0,9 % — корінних американців - 0,2 % — вихідців з тихоокеанських островів - 25,4 % — осіб інших рас |

До двох чи більше рас належало 5,4 %. Частка іспаномовних становила 54,4 % від усіх жителів.
За віковим діапазоном населення розподілялося таким чином: 33,1 % — особи молодші 18 років, 60,3 % — особи у віці 18—64 років, 6,6 % — особи у віці 65 років та старші. Медіана віку мешканця становила 29,7 року. На 100 осіб жіночої статі у місті припадало 95,3 чоловіків;  на 100 жінок у віці від 18 років та старших — 91,3 чоловіків також старших 18 років.
Середній дохід на одне домашнє господарство  становив 67 395 доларів США (медіана — 52 392), а середній дохід на одну сім'ю — 69 289 доларів (медіана — 54 833). Медіана доходів становила 45 871 долар для чоловіків та 37 584 долари для жінок. За межею бідності перебувало 21,3 % осіб, у тому числі 29,2 % дітей у віці до 18 років та 11,6 % осіб у віці 65 років та старших.
Цивільне працевлаштоване населення становило 57 319 осіб. Основні галузі зайнятості: освіта, охорона здоров'я та соціальна допомога — 20,9 %, роздрібна торгівля — 13,2 %, виробництво — 12,6 %.

## Виноски
1. ↑  Річний дохід на особу, яка працювала на повну ставку. Оцінка в доларах 2015 року.